# Janiridae
Janiridae é uma família de isópodes da ordem Isopoda. Existem mais de 20 gêneros e 190 espécies descritas em Janiridae.

## Gêneros
Estes 25 gêneros pertencem à família Janiridae: 
- Austrofilius Hodgson, 1910
- Caecianiropsis Menzies & Pettit, 1956
- Caecijaera Menzies, 1951
- Carpias Richardson, 1902
- Ectias Richardson, 1906
- Hawaianira Miller, 1967
- Heterias Richardson, 1904
- Iais Bovallius, 1886
- Ianirella
- Ianiropsis G.O.Sars, 1897
- Ianisera Kensley, 1976
- Iathrippa Bovallius, 1886
- Iolella Richardson, 1905
- Jaera Leach, 1814
- Janaira Moreira & Pires, 1977
- Janira Leach, 1814
- Janiralata Menzies, 1951
- Janthura Wolff, 1962
- Mackinia Matsumoto, 1956
- Microjaera Bocquet & Levi, 1955
- Microjanira Schiecke & Fresi, 1970
- Neojaera Nordenstam, 1933
- Protocharon Chappuis, Delamare-Deboutteville & Paulian, 1956
- Rostrobagatus Müller, 1993
- Trogloianiropsis Jaume, 1995